# Azione del 4 aprile 1941
L'azione del 4 aprile 1941 fu una battaglia navale combattuta durante la seconda guerra mondiale, nel quadro della battaglia dell'Atlantico, tra l'Incrociatore ausiliario tedesco Thor e l'omologo britannico HMS Voltaire; quest'ultimo venne affondato dopo un'ora di combattimento.

## Lo scontro
Circa alle 06.15 del 4 aprile 1941 i membri dell'equipaggio del Thor avvistarono del fumo all'orizzonte; il comandante della nave, il capitano di fregata Otto Kähler, ipotizzò che si trattasse di una nave a carbone e cambiò la rotta in direzione del fumo. Quando i tedeschi furono in grado di stabilire un contatto visivo con l'HMS Voltaire, sospettarono che si trattasse di un transatlantico neutrale, visto che non tentava di scappare, ma la nave britannica, comandata dal capitano James Alexander Blackburn, vedendo i tedeschi avvicinarsi, aprì il fuoco con i cannoni antiaerei come segnale di identificazione. Il segnale non fu ricambiato dal Thor e gli inglesi scoprirono presto l'identità della nave in avvicinamento verso le 06.45, quando sostituì la bandiera della Grecia con quella tedesca, esplodendo un colpo sulla prua del Voltaire.
Dopo soli quattro minuti di combattimento a circa 9 000 metri di distanza (9 800 m), i tedeschi iniziarono a colpire il Voltaire con i loro cannoni da 150 mm; i primi colpi centrarono la sala radio e la sala macchine del Voltaire, danneggiando gravemente la nave, eliminando le comunicazioni ed il meccanismo di governo, e scoppiarono incendi su quasi tutto il ponte della nave. Nonostante l'incendio, i cannonieri inglesi continuarono a combattere per quasi un'ora ma solo un colpo raggiunse il Thor, non causando vittime ma distruggendo le antenne radio dell'albero maestro. Alle 07.15, solo due dei cannoni inglesi da 152 mm erano in azione, mentre il Thor girava intorno al Voltaire, sparando rapidamente.
Alle 08.00, i cannoni da 150 mm tedeschi si surriscaldarono ed il capitano Kähler decise di lanciare un siluro per porre fine al combattimento ma, mentre il Thor si stava allineando per sparare, una bandiera bianca fu issata a bordo del Voltaire e così il fuoco cessò. Il capitano Blackburn, avendo perso 72 uomini, diede l'ordine di abbandonare la nave e nelle successive cinque ore i tedeschi salvarono 197 sopravvissuti, due dei quali morirono più tardi e gli altri furono fatti prigionieri. Kähler annotò che metà dei marinai soccorsi erano stati feriti. Dopo la battaglia il Thor rientrò in Germania per effettuare una seconda crociera; aveva sparato 724 colpi in una battaglia di 55 minuti, oltre il 50% delle sue munizioni.